# Willie (mini-série)
Pour les articles homonymes, voir Willie.
Willie est une mini-série biographique québécoise en cinq épisodes de 45 minutes réalisée par Jean Beaudin et diffusée entre le 26 octobre 2000 et le 23 novembre 2000 sur le réseau TVA.

## Synopsis
Willie Lamothe revient à Montréal pour être honoré lors d’un gala télé. En compagnie de sa femme, Jeannette, et de son chauffeur, il revoit sa vie professionnelle et familiale. La première est une réussite, la seconde, un échec.

## Distribution
- Luc Guérin : Willie Lamothe
- Nathalie Mallette : Jeannette Lemieux
- Sébastien Huberdeau : Michel Lamothe
- Marie-Claude Lefebvre : Danielle Lamothe (15 à 20 ans)
- Julie Ménard : Rita Germain
- Hugo Dubé : Bobby Hachey
- François L’Écuyer : Johnny
- Isabelle Blais : Gabrielle
- Fanny Mallette : Carole Desmarais
- Marie-Josée Tremblay : Carole Desmarais (13 à 17 ans)
- Raphaël Martin : Willie de 15 à 19 ans
- Laurent-Christophe Deruelle : Willie à 6 ans
- Benjamin Després : Michel Lamothe (5 ans)
- Dave Buri : Michel Lamothe (11 ans)
- Florence Julien-Gagné : Danielle Lamothe (9 ans)
- Manon Gauthier : Mère de Willie
- Louis Sincennes : Père de Willie
- Josée Beaulieu : Mère de Jeannette
- Jean Doyon : Père de Jeannette
- Martin Desgagné : Gerry Boulet
- Marcel Sabourin : Le père Tourangeau
- Martin Dion : Yvon Lemieux
- Noël Burton : Gene Autry
- Gordon Masten : Gérant de Gene Autry
- Catherine Proulx-Lemay : Monique
- Marc-Olivier Guèvremont : Frère de Willie
- Gabrielle Motard : Sœur de Willie
- Renée Martel : Renée Martel
- Roger Miron : Roger Miron
- François Whistaff : Reynald (basse guitare)
- Nadia Drouin : Yolande Hachey
- Sylvain Vallières : Frère de Bobby Hachey
- Jean-Robert Bourdage : Méo
- Caroline Ouellette : Françoise Gingras
- Thiéry Dubé : Hercule Gingras
- Jean-Guy Bouchard : Monsieur Caron
- Denis Gagné : Paul
- Chantal Bisson : Diane au bar
- Jean-Pierre Leduc : Georges
- Jean Antoine Charest : Normand Houde
- Salomé Corbo : Rachel
- Sandrine Bisson : Suzanne
- Valérie Cantin : Alice
- Marie-Chantal Renaud : Mireille
- Ève Duranceau : Diane (usine 1946)
- Louise Draper : Diane (match de boxe)
- Marie-Pierre Leduc : Paulette
- Denis Vachon : Paul
- Michel Mongeau : Dr Gendron
- Claude Préfontaine : Le patron Lacolle
- Jos Guy Caron : MC au cirque 1926
- Denis Tremblay : MC au cirque 1942
- Denis Larocque : Vendeur de guitares 1935
- Deano Clavet : Officier 1939
- Vincent Leclerc : Sous-officier 1939
- Joël Couture : Jobin à 30 ans
- André Gagné : Violoniste 1946
- Yvette Harper Pouliotte : Dame noire aux USA
- Yvan Ducharme : Homme du Pizza Hut
- Madeleine Pageau : Femme du Pizza Hut
- Danielle Fichaud : Opératrice
- Jeff Boudreault : Gars saoul
- André Lacoste : Journaliste 1948
- Jacques Girard : Patron du Bellevue
- Serge Christiaenssens : Patron de l’hôtel (1948)
- Thérèse Morange : Femme du patron 1948
- Hélène Major : Madame Téléphone
- Diane St-Jacques : Dame au téléphone
- Antoine Vézina : Spectateur 1948
- Jocelyn Blanchard : Technicien RCA
- Paul Dion : Patron de l’hôtel 1952
- Richard Fréchette : Invité de Noël 1959
- Richard Lalancette : Journaliste 1952
- Claude Gagnon : Régisseur de radio
- Pierre Drolet : Directeur de TV 1966
- Martin Larocque : Le gros
- Alain Gendreau : Cadre TV 1966
- Mara Tremblay : Fille à la contrebasse
- Hélène Florent : Fille de cabaret 1975
- Alexis Bélec : Gars du cabaret 1975
- Pierre Claveau : Patron du Mocambo 1975
- Michèle Sirois : Infirmière 1975
- Paul Doucet : Ambulancier
- Marie Cantin : Golfeuse

## Fiche technique
- Auteurs : Jean Beaudin, Claude Paquette et Marcel Sabourin
- Réalisateur : Jean Beaudin
- Producteur : Luc Wiseman
- Production : Avanti Ciné Vidéo
- Scénario : Jean Beaudin, Claude Paquette, Claude Sabourin[1]

## Commentaires
- Avant la diffusion de la mini-série, le spectacle de variétés En attendant Willie aux couleurs country animé par Patrick Norman et Renée Martel a été présenté[2].
- Michel Lamothe, fils de Willie, a lancé l’album « Willie Lamothe et fils » où il interprète des chansons de son père, mais on y retrouve aussi des chansons tirées de la série télévisée ou interprétées par d’autres chanteurs[3].